# Добромир Момеков

## Биография
Добромир Момеков е роден в град София на 20 май 1978г., в семейството на икономист и художничка.
Пял е в детските хорове на 73-то СОУ "Владислав Граматик"-гр. София и 51-во СОУ "Елисавета Багряна"-гр. София.
Завършил е 51-во СОУ "Елисавета Багряна"-гр. София, с разширено изучаване на изобразително изкуство, в класовете на Димитър Блажев и Станислав Христов, с профил Графика.
През 1997г. започва своето музикално образование в Държавна Музикална Академия "Панчо Влдигеров"-гр. София, със специалност Класическо пеене, в класа на известният баритон проф. Асен Селимски. 
През 2005г. Добромир започва своето обучение с големия български бас Никола Гюзелев, който става негов ментор, като двамата работят заедно до кончината на маестрото през 2014г.
По това време Момеков получава покана да влезе в ролята на Фигаро от "Севилския бръснар" във фестивала The Festival of La Macchina, Битонто, Италия, където дебютира под диригентсвото на Серджо Монтерзи, който по това време е диригент в Oперата в Ница, Франция. 
Следват Жорж Жермон в ”Травиата” и Риголето в "Риголето" от Верди.
Работил е също и с Гена Димитрова, Георги Чолаков и Калуди Калудов.
Добромир Момеков е гостувал многократно в 
едни от най-прочутите театри в Европа и Северна Америка, включително във Фестшпил – Залцбург, във Филхармонията Гастайг - Мюнхен, в Националната опера на Албания – Тирана, където е дебютирал под палката на Джана Фрата, както и в Софийска Опера и балет. 
Добромир Момеков е носител на наградите за творчество на Фондация "Никола Гюзелев" и  "Кристална Лира" от 2022г.,  в категорята Оперно изкуство.